# Чемпіонат України з хокею 1996—1997
5-й розіграш чемпіонату України з хокею проходив в зимовому сезоні 1996—1997 років.

## Регламент змагань
Запланований на квітень 1996 року 4-й чемпіонат України з хокею не відбувся у призначені строки через відсутність фінансування та розморозку криги у Льодовому палаці. Передбачалося, що розіграш першості сезону-1996 відбудеться у серпні. Проте, і ці плани не були реалізовані.
Саме після цього Федерацією хокею було прийнято рішення щодо відмови від визначення переможця чемпіонату за підсумками швидкоплинного турніру. Таким чином, у сезоні 1996/97 в Україні відбувся перший повноцінний чемпіонат, матчі якого проходили з роз'їздами. Регламент першості передбачав проведення двох етапів змагань: двоколовий регулярний турнір та стадію плей-оф. До плей-оф потрапляли команди, що посіли перші чотири місця за підсумками регулярного сезону.

### Склад учасників
Участь у п'ятому чемпіонаті України взяли п'ять команд, що грали в минулому розіграші — київські «Сокіл», АТЕК, «Політехнік-Яся», «Крижинка» та юніори СДЮШОР «Сокіл».
За медалі не змагалися харківська «Саламандра» (яка припинила існування) та київська ШВСМ (рішення про ліквідацію якої було прийнято у червні 1996-го керівництвом «Сокола» через брак фінансування). Натомість, на дорослому національному рівні від Харкова дебютувала хокейна команда місцевої СДЮСШОР, а від Києва була заявлена аматорська команда «Беркут» (не плутати з «Беркут-ППО»).

### Регулярний чемпіонат
В регулярному чемпіонаті відбулося 42 зустрічі. Перше коло розіграшу тривало з 27 жовтня по 3 грудня 1996 р., а друге — з 4 грудня 1996 р. по 17 січня 1997 р.
У матчі першого кола між київськими «Соколом» та «Беркутом» (що завершився з рахунком 11:1) у складі "соколят" зіграли головний тренер Олександр Сеуканд та президент Сергій Старицький.
По закінченні першого кола команда «Беркут» була перейменована й отримала назву «Іварс».
Два грудневі матчі між «Соколом» та «Крижинкою» пішли одночасно і до заліку першості Східноєвропейської хокейної ліги. Перенесені матчі обох кіл за участі «Сокола» і «Крижинки» з одного боку та харківської СДЮСШОР з іншого — так і не відбулася через брак вільних дат у січні-лютому 1997 р. у зв'язку із напруженим календарем київських клубів у чемпіонаті СЄХЛ та участю збірних України у міжнародних стартах. Результати цих зустрічей вже не могли вплинути на визначення квартету фіналістів чемпіонату України, а тому ігри були скасовані із зарахуванням командам обопільних технічних поразок з рахунком 0:5.
| Місце | Команда               | 1         | 2        | 3        | 4        | 5         | 6       | 7         | І  | В  | Н | П  | Ш       | Р   | О  |
| ----- | --------------------- | --------- | -------- | -------- | -------- | --------- | ------- | --------- | -- | -- | - | -- | ------- | --- | -- |
| 1     | «Сокіл» Київ          |           | 5:0 0:5  | 10:1 7:2 | 2:2 5:0  | 8:2 12:0  | 5:0 8:1 | 11:1 12:1 | 12 | 10 | 1 | 1  | 085:150 | +70 | 21 |
| 2     | СДЮСШОР Харків        | 0:5 5:0   |          | 0:5 5:0  | 10:3 2:0 | 4:4       | 6:2 5:0 | 3:2 15:4  | 12 | 8  | 2 | 2  | 059:290 | +30 | 18 |
| 3     | «Крижинка» Київ       | 1:10 2:7  | 5:0 0:5  |          | 7:1 4:2  | 4:2 11:4  | 4:3 3:3 | 9:0 6:3   | 12 | 8  | 1 | 3  | 056:400 | +16 | 17 |
| 4     | АТЕК Київ             | 2:2 0:5   | 3:10 0:2 | 1:7 2:4  |          | 4:1 1:1   | 4:4 3:2 | 9:3 7:4   | 12 | 4  | 3 | 5  | 036:450 | -9  | 11 |
| 5     | «Політехнік-Яся» Київ | 2:8 0:12  | 4:4      | 2:4 4:11 | 1:4 1:1  |           | 5:3 6:3 | 15:2 12:1 | 12 | 4  | 3 | 5  | 056:570 | -1  | 11 |
| 6     | СДЮШОР «Сокіл» Київ   | 0:5 1:8   | 2:6 0:5  | 3:4 3:3  | 4:4 2:3  | 3:5 3:6   |         | 4:3 8:1   | 12 | 2  | 2 | 8  | 033:530 | -20 | 6  |
| 7     | «Іварс» Київ          | 1:11 1:12 | 2:3 4:15 | 0:9 3:6  | 3:9 4:7  | 2:15 1:12 | 3:4 1:8 |           | 12 | 0  | 0 | 12 | 025:111 | -86 | 0  |

### Плей-оф
Серія плей-оф передбачала проведення по одному матчу на кожній стадії. Перед початком плей-оф командам-учасницям дозволялося дозаявити до свого складу гравців, які виступали в зарубіжних клубах.
|  | Півфінал |                 |          |  |   |                   |                   |                   |
|  | 1        | «Сокіл» Київ    | 5        |  |   |                   |                   |                   |
|  | 4        | АТЕК Київ       | 2        |  |   | Фінал             | Фінал             | Фінал             |
|  |          |                 |          |  |   | 1                 | «Сокіл» Київ      | 5                 |
|  | Півфінал | Півфінал        | Півфінал |  | 3 | «Крижинка» Київ   | 1                 |                   |
|  | 2        | СДЮСШОР Харків  | 2        |  |   |                   |                   |                   |
|  | 3        | «Крижинка» Київ | 11       |  |   | Матч за 3-є місце | Матч за 3-є місце | Матч за 3-є місце |
|  |          |                 |          |  |   | 4                 | АТЕК Київ         | 6                 |
|  |          |                 |          |  |   | 2                 | СДЮСШОР Харків    | 4                 |

## Підсумкова класифікація
| Місце | Команда               |
| ----- | --------------------- |
| 1     | «Сокіл» Київ          |
| 2     | «Крижинка» Київ       |
| 3     | АТЕК Київ             |
| 4     | СДЮСШОР Харків        |
| 5     | «Політехнік-Яся» Київ |
| 6     | СДЮШОР «Сокіл» Київ   |
| 7     | «Іварс» Київ          |

## Команда-переможець
| Чемпіон України «Сокіл» Київ | Воротар: Юрій Шундров Захисники: Олексій Бернацький • Сергій Дешевий • Максим Лінник • Юрій Лясковський • Олександр Муханов • Олег Полковников • Андрій Савченко • Сергій Садій • Олександр Сеуканд • Сергій Старицький • Анатолій Хоменко Нападники: Руслан Безщасний • Василь Бобровников • Віктор Гончаренко • Данило Дідковський • Сергій Земченко • Олександр Зіневич • Владислав Зозовський • Сергій Карнаух • Сергій Картамишев • Віктор Куценко • Дмитро Марковський • Анатолій Найда • Валентин Олецький • Віктор Реута • Роман Сальников • Іван Сидоров • Олександр Яковенко Головний тренер: Олександр Юрійович Сеуканд Президент: Сергій Геннадійович Старицький |